# Karabin M16
M16 – amerykański karabin automatyczny skonstruowany przez Eugene Stonera, na bazie jego wcześniejszej konstrukcji – AR-15. Od lat 60 XX w. podstawowy karabin United States Armed Forces, używany równolegle z jego skróconą wersją – karabinkiem M4.

## Historia

### AR-10

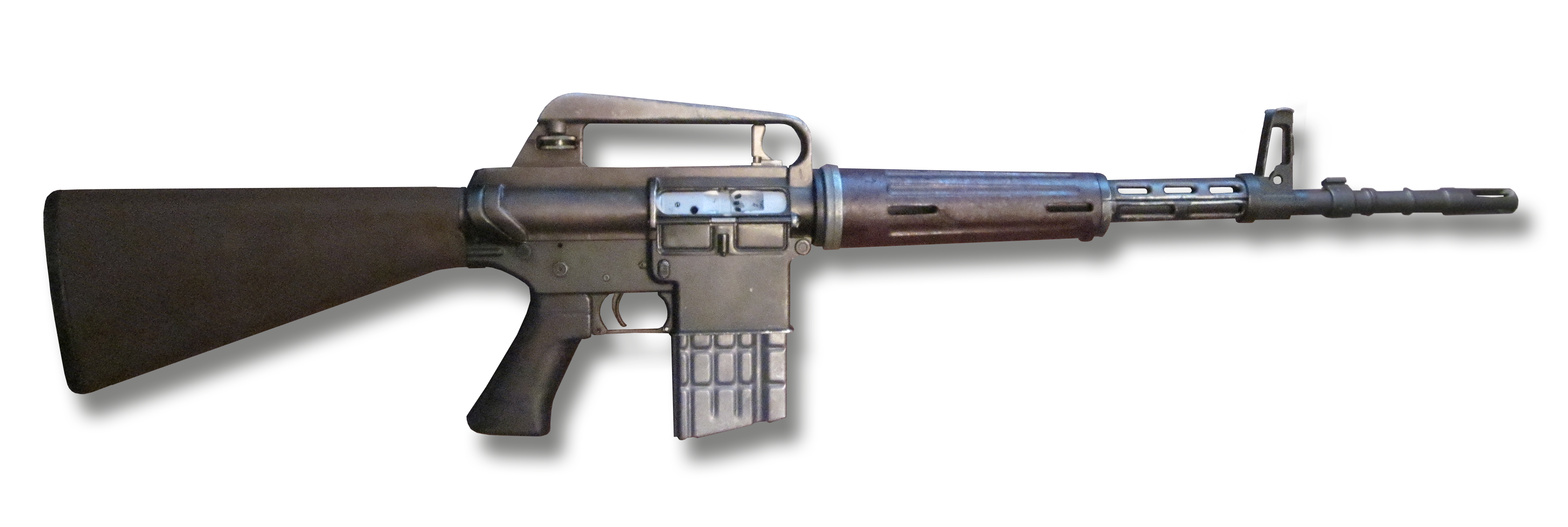
AR-10

W 1955 roku w amerykańskiej firmie Armalite powstał prototyp karabinu AR-10 (kalibru 7,62 × 51 mm NATO). Jego konstruktor Eugene Stoner postanowił stworzyć możliwie najlżejszy karabin automatyczny. Dzięki starannemu doborowi układu konstrukcyjnego (układ z odprowadzaniem gazów prochowych bez tłoka gazowego, z bezpośrednim działaniem gazów prochowych na suwadło) i materiałów (szerokie wykorzystanie aluminium zamiast stali) jego karabin ważył zaledwie 3,2 kg (opracowany w tym samym czasie M14 – ponad 4 kg).
Nowy karabin był badany przez armię amerykańską, ale awangardowa konstrukcja nie wzbudziła zaufania wojskowych. W 1960 roku firma Armalite rozpoczęła seryjną produkcję AR-10, ale z braku zamówień została ona szybko zakończona.

### AR-15

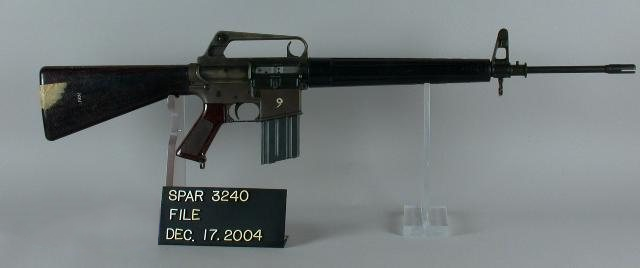
Wczesna wersja AR-15 produkcji ArmaLite

W tym samym czasie w USA, wzorem innych krajów, trwały prace nad opracowaniem naboju pośredniego. W 1957 roku opracowano w oparciu o nabój cywilny .222 Remington Magnum nabój oznaczony .223 Remington (5,56 × 45 mm). Stoner przystosował swój karabin do zasilania nową amunicją. Nowy AR-15 był jeszcze mniejszy i lżejszy niż AR-10. Nowa amunicja sprawiła, że odrzut karabinu był minimalny, a umieszczenie kolby na przedłużeniu lufy (tzw. liniowy układ broni) sprawiło, że karabin był łatwy do opanowania przy strzelaniu.

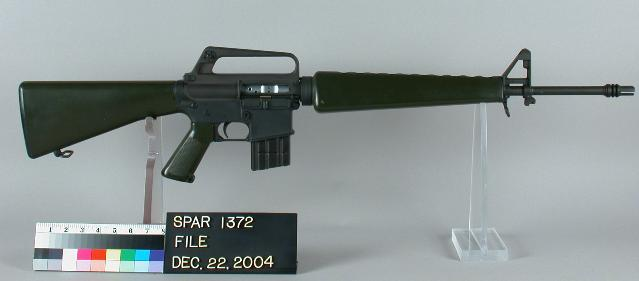
AR-15 produkcji Colta

Testy wojskowe wykazały jednak, że celność karabinu jest niska. Ciągłe problemy z bronią sprawiły, że w 1959 roku Armalite sprzedała prawa patentowe nowego karabinu firmie Colt's Patent Firearms Company. W 1960 roku Stoner także przeniósł się do Colta. W tym samym roku poradzono sobie z problemem celności AR-15. Okazało się, że źle dobrano skok gwintu lufy. Po zmianie skoku gwintu karabin uznano za gotowy do produkcji seryjnej i rozpoczęto promocję broni.

### XM16 – seria informacyjna

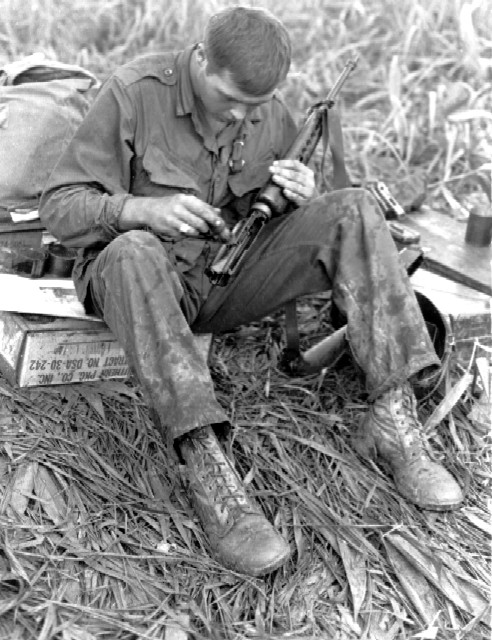
Żołnierz amerykański czyszczący karabin XM16E1 w Wietnamie

Siły zbrojne Stanów Zjednoczonych zainteresowane udoskonalonym karabinem, postanowiły zamówić jego partie testowe, jako XM16. Pierwszym zamawiającym były siły powietrzne (United States Air Force). Zamówione karabiny (8 tysięcy sztuk) miały zastąpić karabinki M1 i M2, w które uzbrojeni byli żołnierze chroniący lotniska i bazy pocisków rakietowych. W 1962 roku 1000 karabinów zamówiła armia lądowa (United States Army). Zakupione karabiny zostały dostarczone amerykańskim jednostkom walczącym w Wietnamie. W 1963 roku przyszło następne zamówienie ze strony lotnictwa (19 tys. karabinów). Jednocześnie na zamówienie armii powstała nowa wersja XM16E1 wyposażona w dosyłacz zamka. Łącznie zamówiono 85 tys. sztuk XM16.
W następnych latach kolejne serie karabinu trafiały w ręce amerykańskich żołnierzy i były intensywnie testowane. Wkrótce pojawiło się mnóstwo meldunków o wysokiej zawodności nowych karabinów. W warunkach bojowych bardzo częste były przypadki zacięć. Okazało się, że prototypowa amunicja 5,56 × 45 mm była elaborowana cywilnym prochem Dupont IMR, natomiast partie produkowane dla wojska standardowym prochem wojskowym. Zmiana prochu wynikła z tego, że proch Dupont był zbyt higroskopijny, przez co ulegał szybko zawilgoceniu i amunicja stawała się bezużyteczna w warunkach polowych (w warunkach cywilnych nie miało to większego znaczenia, bo naboje miały być przechowywane w domach w suchych miejscach). Ponieważ w trakcie prób AR-15 strzelano amunicją prototypową, karabin prawie nie wymagał czyszczenia po strzelaniu — wynikało to z podstawowej cech prochu Dupont, iż tworzył znacznie mniej osadów niż proch standardowy (chodziło o to, żeby użytkownik cywilny nie musiał czyścić broni. Docelowo miał on ją nosić regularnie do przeglądu, podczas którego broń miała być czyszczona). Dlatego z karabinami nie zamówiono zbyt wielu zestawów służących do czyszczenia uznając, że operacja ta będzie rzadko przeprowadzana. W warunkach wietnamskich, w wysokiej temperaturze i wilgotności, przy strzelaniu seryjną amunicją karabiny szybko ulegały zanieczyszczeniu, przy braku regularnego czyszczenia rurka doprowadzająca gazy prochowe na suwadło zarastała osadami i w rezultacie karabin zacinał się. Inny problem stanowiła konstrukcja zamka i rączki napinającej (niepołączona z zamkiem), która nie pozwalała na domknięcie zamka w broni zanieczyszczonej np. piaskiem (typowo w takiej sytuacji użytkownik ręcznie domykał zamek i zaczynał strzelać, a ruch zamka i gazy prochowe usuwały piasek). Dostarczenie odpowiedniej ilości zestawów czyszczących rozwiązało częściowo problemy z niezawodnością, ale od tamtej pory do karabinu przylgnęła opinia broni zawodnej i niesolidnej. Ostatecznie problemom z niezawodnością położyła kres zmiana prochu, którym elaborowano amunicję i podjęcie decyzji o chromowaniu wnętrza karabinu w celu zwiększenia odporności na zabrudzenia i korozję, a także przekonstruowanie zamka i rączki napinającej, aby stało się możliwe dopchnięcie zamka przez strzelca (od wersji M16A1). Od 1970 roku każdy karabin posiada w kolbie schowek na zestaw służący do czyszczenia broni.

### M16 – przyjęcie na wyposażenie wojska

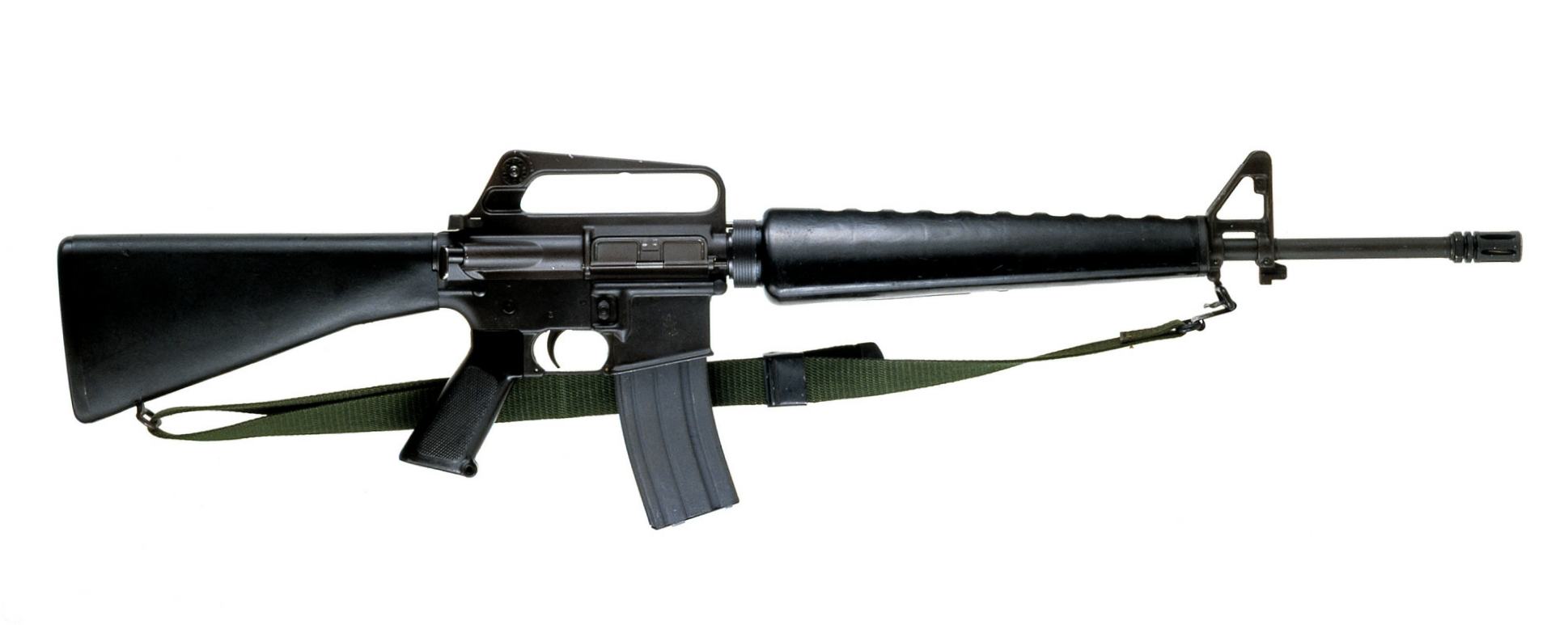
M16A1

Pomimo początkowych problemów z niezawodnością w 1964 roku Siły Powietrzne Stanów Zjednoczonych standaryzowały XM16 jako M16. W 1966 armia USA złożyła zamówienie na 840 tys. karabinów XM16E1, które po przyjęciu do uzbrojenia 28 lutego 1967 roku otrzymały oficjalną nazwę: US Rifle, 5.56, M16A1. Amunicję 5,56 × 45 mm standaryzowano jako M193. Zarówno zakup jak i przyjęcie do uzbrojenia określono jako "przejściowe i jednorazowe". M16 miał być rozwiązaniem tymczasowym do momentu wprowadzenia nowego karabinu opracowanego w ramach programu SPIW (który zakończył się z uwagi na niespełnienie przez prototypy wymagań US Army).

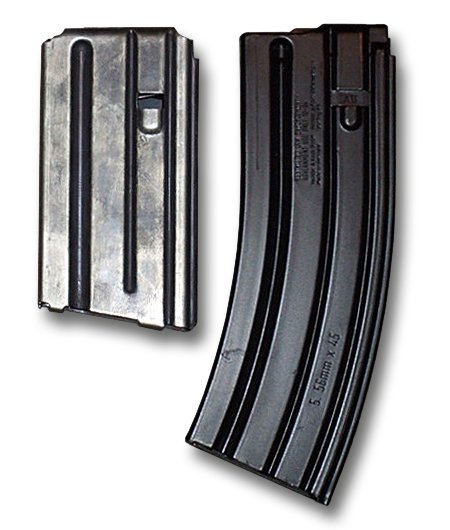
20 i 30 nabojowe magazynki M16

W 1970 roku karabiny M16 wyposażono w nowe 30-nabojowe magazynki (wcześniej używano wyłącznie magazynków 20-nabojowych). Do karabinu opracowano także podwieszany pod lufą granatnik jednostrzałowy M203 kal. 40 mm. W 1973 roku licencyjną produkcję karabinu M16A1 (jako M16S) rozpoczęto w Singapurze.
Pod koniec lat 70 XX wieku amerykańskie siły zbrojne prowadziły poszukiwania nowego ręcznego karabinu maszynowego. Ich rezultatem było wprowadzenie do uzbrojenia belgijskiego erkaemu Minimi jako M249 SAW. Minimi strzelał również amunicją 5,56 × 45 mm, ale z innym pociskiem (SS109). Pociski te miały korzystniejsze charakterystyki balistyczne od amerykańskich M193. Ponieważ skok gwintu dla pocisków SS109 (7 cali) był inny niż dla M193 (12 cali), postanowiono opracować nową wersję M16. W 1981 roku Colt przedstawił prototyp (opracowany wspólnie z United States Marine Corps) oznaczony M16A1E1. Nowa wersja miała nową lufę o krótszym skoku gwintu, nowy regulowany celownik, inne łoże. Na żądanie USMC karabiny pozbawiono możliwości strzelania ogniem ciągłym (możliwość strzelania ogniem pojedynczym i seriami trójstrzałowymi).

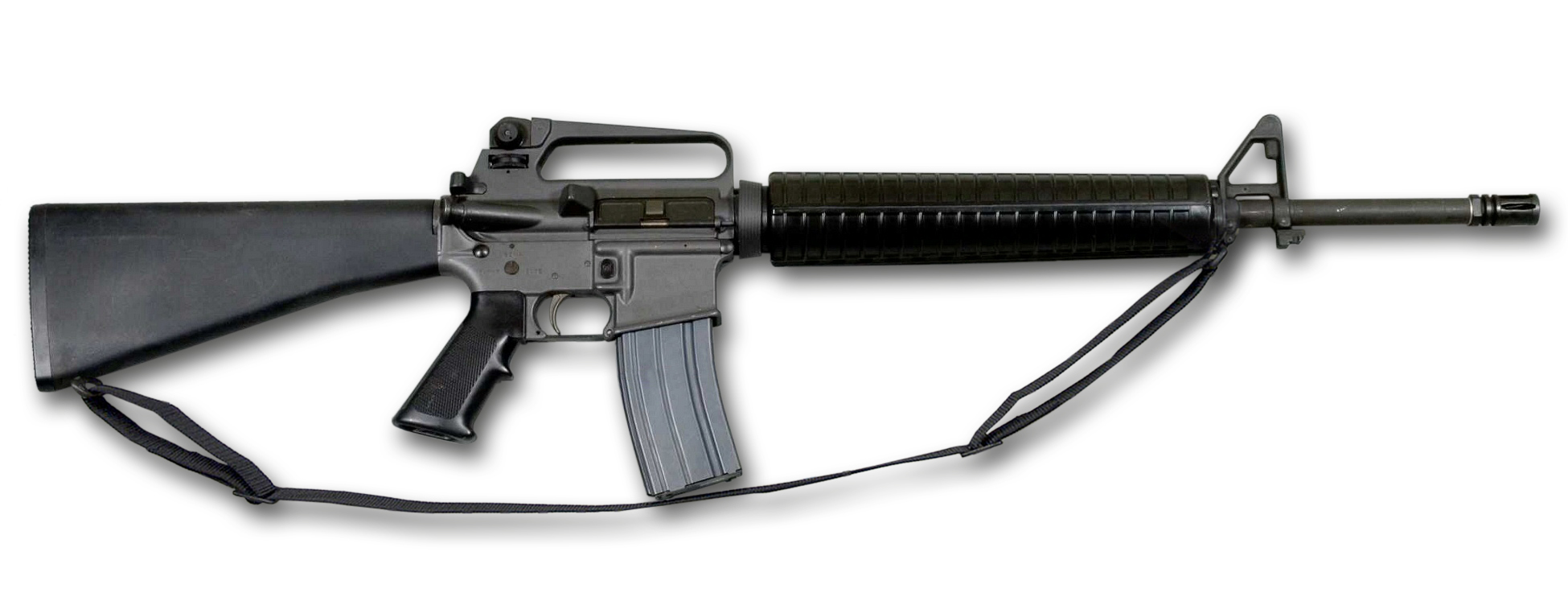
M16A2

W 1982 roku M16A1E1 otrzymał oznaczenie Departamentu Obrony: US Rifle, 5.56mm, M16A2. Amunicję SS109 standaryzowano jako M855. Wkrótce potem amunicja SS109 stała się standardową amunicja pośrednią NATO (STANAG 4172). Jednocześnie magazynki karabinu M16 stały się standardowymi magazynkami paktu.
W 1983 roku pierwsze M16A2 zakupił USMC, a od 1985 nowy karabin zaczął zastępować M16A1 w jednostkach armii. W 1984 roku karabiny M16 jako C7 są produkowane w Kanadzie przez firmę Colt Canada.
Od 1988 roku głównym producentem M16 dla jednostek amerykańskich stała się belgijska firma Fabrique Nationale de Herstal (FN). Colt nadal produkował te karabiny, ale wyłącznie na rynek cywilny i dla policji. Ponieważ w tym roku wygasły zastrzeżenia patentowe dotyczące M16, produkcję tego karabinu rozpoczęło wiele firm prywatnych i obecnie produkowanych jest kilkaset wersji tego karabinu (poza USA M16 jest obecnie produkowany w Kanadzie i w Chinach przez Norinco).

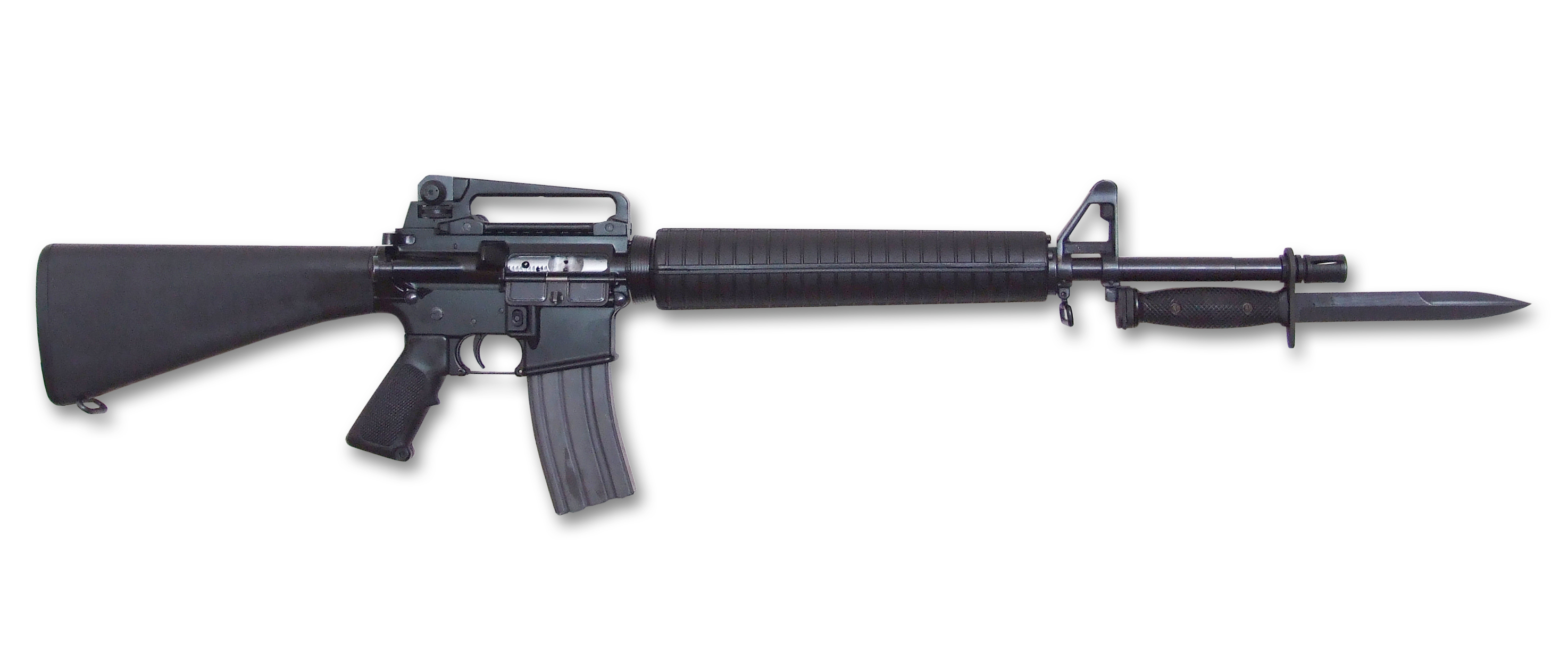
M16A4

W 1994 roku FN rozpoczął produkcję nowych wersji M16 oznaczonych jako M16A3 i M16A4. W tym samym roku do uzbrojenia wprowadzono skróconą wersję M16 oznaczoną jako M4. W następnych latach karabiny M16A4 i karabinki M4 zastępowały M16A2.
Karabin M16, zakupiony "przejściowo i jednorazowo", stał się podstawowym uzbrojeniem amerykańskich żołnierzy na kilka dziesięcioleci. Nie zastąpił go ani karabin strzelający amunicją strzałkową opracowywany w ramach prowadzonego w latach 60. XX wieku programu SPIW (nie powstał żaden działający prototyp), ani karabiny testowane w ramach programu ACR w latach osiemdziesiątych (testowane konstrukcje były lepsze, ale uznano, że koszty wprowadzenia nowego karabinu i amunicji będą za wysokie).
W 1986 roku rozpoczęto prace w ramach programu OICW (Objective Individual Combat Weapon). Celem było skonstruowanie broni będącej połączeniem granatnika kalibru 20 mm i karabinka kalibru 5,56 mm. Początkowo zakładano, że karabinek będzie wersją karabinka M4, ale szybko okazało się, że M4 jest za ciężki. Do dalszych prac skierowano prototyp niemieckiej firmy Heckler & Koch XM29. Zastosowano w nim karabinek G36K.

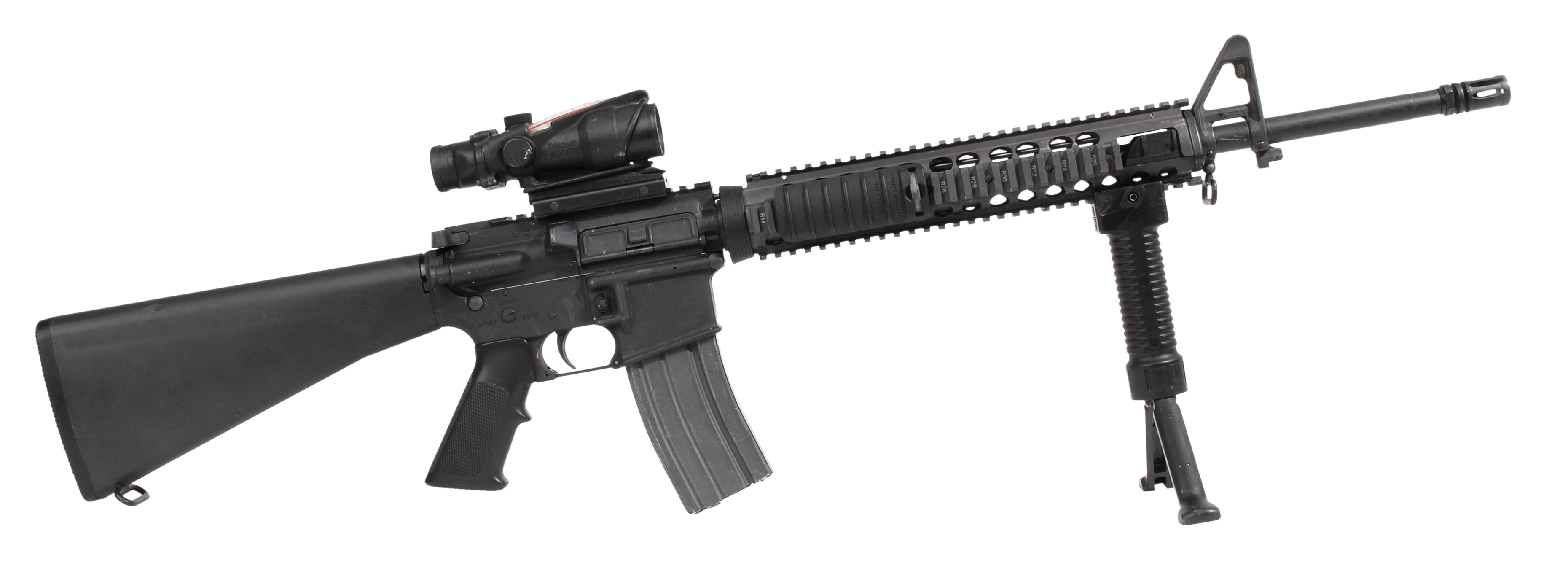
M16A4 z celownikiem optycznym ACOG zamontowanym w miejsce chwytu transportowego i chwytem przednim z funkcją dwójnogu

W następnych latach okazało się, że skonstruowanie nowej broni będzie trwało dłużej niż początkowo planowano. Dlatego prace postanowiono rozłożyć na etapy. Pierwszym było skonstruowanie nowego karabinu szturmowego XM8. Wobec protestów innych producentów broni strzeleckiej program XM8 został jednak anulowany 31 października 2005 roku. Także program XM29 został zawieszony. W rezultacie nie wiadomo jak długo M16 pozostanie na uzbrojeniu US Army. Amerykańskie siły specjalne zdecydowały się zastąpić M16 karabinami SCAR. M16 pozostanie na uzbrojeniu korpusu piechoty morskiej. W marcu 2004 roku dowództwo US Marines wybrało M16A4 jako podstawową broń żołnierzy piechoty morskiej i nie planuje zakupów nowego typu karabinów szturmowych w najbliższej przyszłości. W US Army karabin M16 jest zastępowany przez karabinki M4. 
Szacuje się, że do 2004 roku wyprodukowano ok. 8 milionów karabinów M16 różnych wersji.

## Wersje
- M16 (AR-15, XM16) – pierwsza wersja seryjna produkowana dla US Air Force. Karabin strzelający amunicją M193, nie posiadający dosyłacza zamka.
- XM16E1 – identyczna wersja jak M16, ale wyposażona w dosyłacz zamka. Produkowana na zamówienie US Army.
- M16A1 – zmodyfikowany XM16E1. W karabinie zmieniono tłumik płomieni, przekonstruowano dosyłacz zamka i zwiększono odporność na zabrudzenia i korozję.
- M16A2 (XM16A1E1) – zmodernizowana wersja strzelająca amunicją M855 (5,56 × 45 mm NATO). Karabin wyposażono w nową lufę z gwintem o krótszym skoku, nowe okładki lufy i przyrządy celownicze. Karabiny M16A2 wyposażone są w mechanizmy spustowe umożliwiające strzelanie ogniem pojedynczym i seriami trójstrzałowymi.
- M16A3 – identyczna wersja jak M16A2 oprócz zastosowania mechanizmu spustowowego bez ogranicznika długości serii (ogień pojedynczy – seryjny). Chwyt transportowy zamontowano na szynie RIS. Produkowana mniej licznie przez FN dla Marynarki Wojennej USA, gdzie zastąpił M14 .
- M16A4 – wersja z chwytem transportowym zamocowanym na szynie Picatinny, tak jak w M16A3. Po zdjęciu chwytu transportowego można w jego miejsce zamocować celownik optyczny lub kolimatorowy (standardowo montowany jest celownik kolimatorowy M68). Mechanizm spustowy jak M16A2 (ogień pojedynczy – serie trójstrzałowe).

## Opis konstrukcji

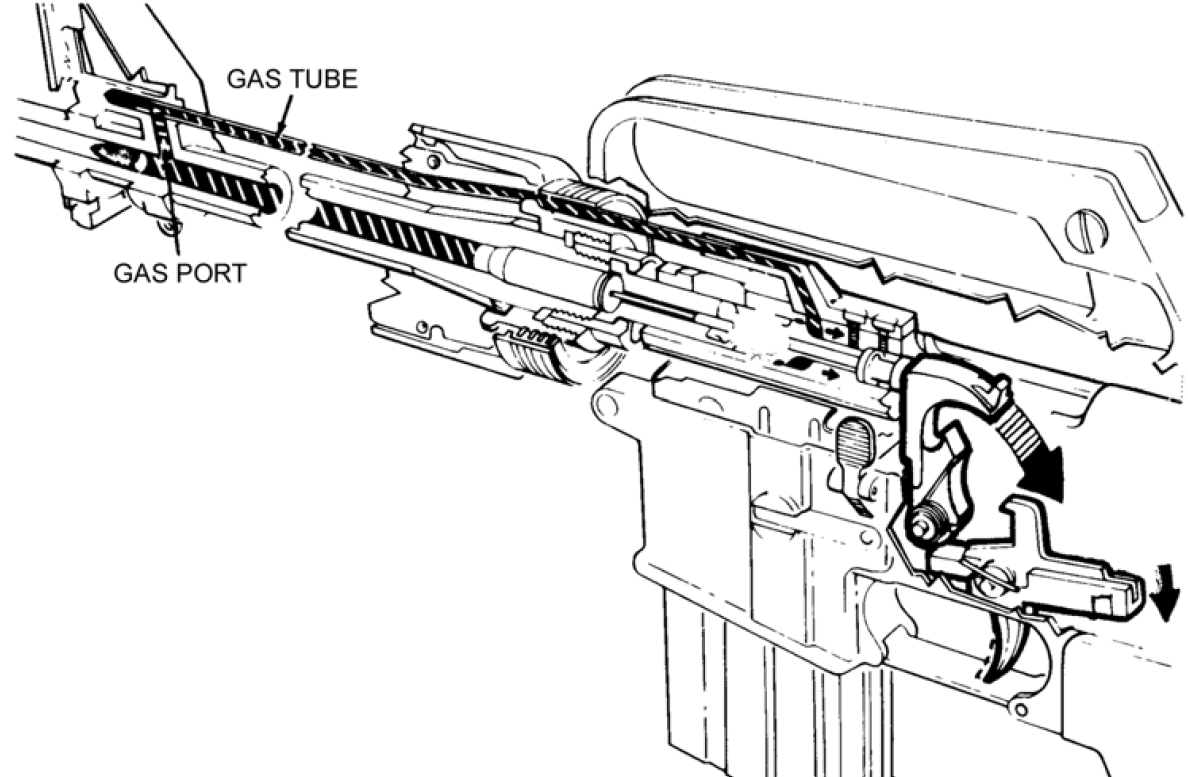
Schemat M16

Karabin M16A4 jest indywidualną bronią samoczynno-samopowtarzalną. Zasada działania oparta na wykorzystaniu energii gazów prochowych odprowadzanych przez boczny otwór lufy (gazy prochowe są doprowadzane bezpośrednio na suwadło, karabin nie posiada klasycznego tłoka gazowego). Ryglowanie przez obrót zamka w lewo. Po wystrzeleniu ostatniego naboju zamek zatrzymuje się w tylnym położeniu. Zamek zwalniany przyciskiem z lewej strony gniazda magazynka. Po prawej stronie broni ręczny dosyłacz zamka. Rękojeść przeładowania w kształcie litery T za chwytem transportowym (nieruchoma w trakcie strzelania). Mechanizm spustowy z ogranicznikiem długości serii umożliwia strzelanie ogniem pojedynczym i seriami trzystrzałowymi. Przełącznik rodzaju ognia połączony z bezpiecznikiem, po obu stronach broni. Zasilanie z dwurzędowych magazynków łukowych o pojemności 30 naboi (możliwość użycia magazynków 20 nabojowych). Otwarte przyrządy celownicze składają się z muszki i celownika przerzutowego (z przeziernikiem). Po zdjęciu chwytu transportowego, możliwość zamocowania w jego miejscu celownika optycznego lub optoelektronicznego. Część karabinów zamiast standardowego łoża ma zamocowany zestaw czterech szyn Picatinny, w tym przypadku celownik kolimatorowy jest mocowany przed chwytem transportowym.

## Dane taktyczno-techniczne
| Wzór                                                        | M16A1             | M16A2             | M16A3/A4          |
| Nabój                                                       | 5,56 × 45 mm M193 | 5,56 × 45 mm NATO | 5,56 × 45 mm NATO |
| Długość karabinu bez bagnetu/z bagnetem (mm)                | 991/1124          | 1007/1140         | 1007/1140         |
| Długość lufy bez tłumika płomieni/z tłumikiem płomieni (mm) | 508/533           | 508/533           | 508/533           |
| Masa karabinu niezaładowanego (kg)                          | 2,97              | 3,53              | 3,41              |
| Prędkość początkowa (m/s)                                   | 975               | 948               | 948               |
| Donośność skuteczna (m)                                     | 700               | 600               | 600               |